# Oxsätra en Sävastebo
Oxsätra en Sävastebo (Zweeds: Oxsätra och Sävastebo) is een småort in de gemeente Uppsala in het landschap Uppland en de provincie Uppsala län in Zweden. Het småort heeft 146 inwoners (2005) en een oppervlakte van 37 hectare. Eigenlijk bestaat het småort uit twee plaatsen: Oxsätra en Sävastebo.